# John Wyclif

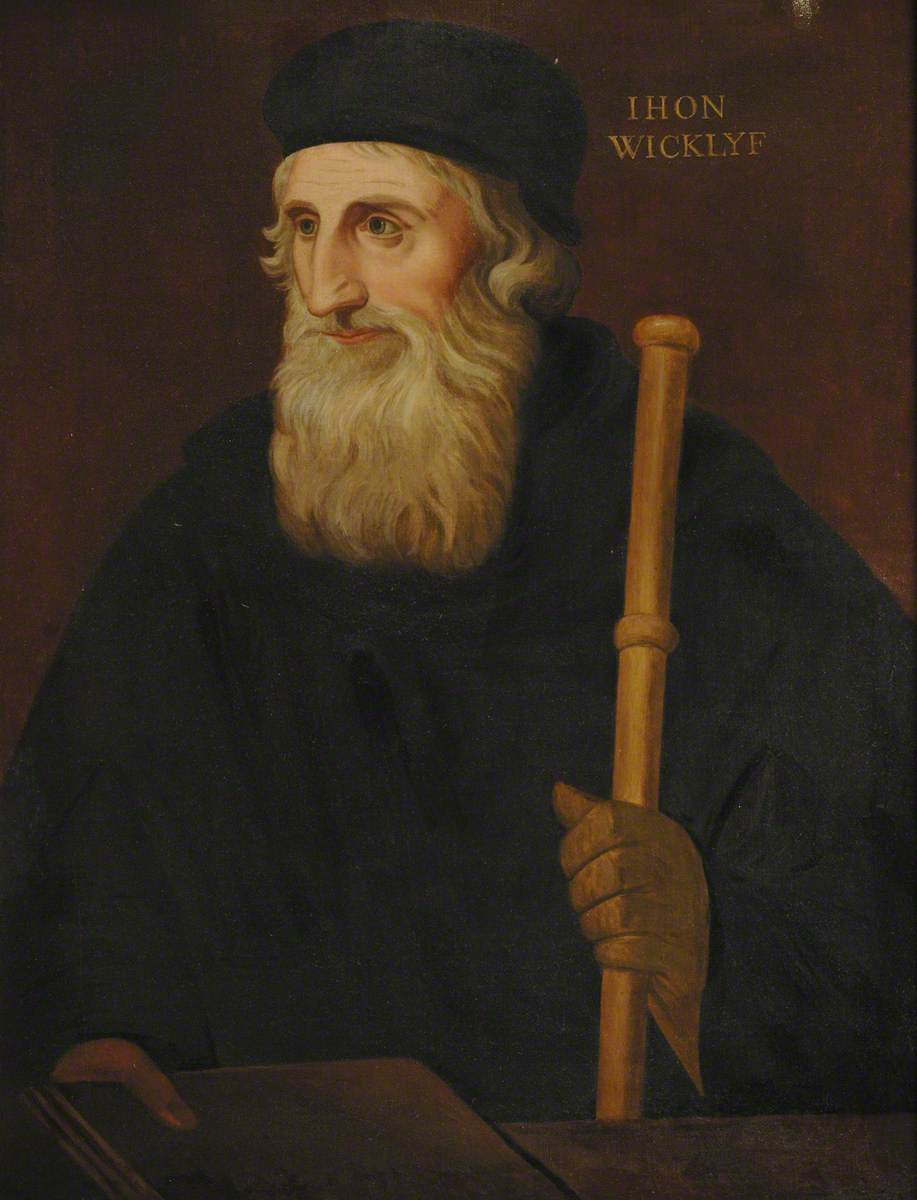
John Wyclif

John Wyclif [ˈwɪklɪf], auch Wicklyf, Wicliffe, Wiclif, Wiclef, Wycliff, Wycliffe, genannt Doctor evangelicus (* spätestens 1330 in Hipswell, Yorkshire; † 31. Dezember 1384 in Lutterworth, Leicestershire), war ein englischer Philosoph, Theologe und Kirchenreformer.

## Leben und Wirken
Im Mai 1361 wurde Wyclif Rektor der Pfründe Fillingham (Lincolnshire), die zu Balliol gehörte. Diese und andere Pfründen ermöglichten Wyclif die Finanzierung seiner Studien; 1363 wurde er zum Studium der Theologie zugelassen. Er wirkte als Vorstand des Balliol College in Oxford und war 1365/67 Vorsteher des neuen College Canterbury-Hall. Nach seiner Absetzung kam es zum inneren Bruch mit der Kirche, und Wyclif wandte sich der Politik in London zu. Während er als Doktor der Theologie das Recht hatte, theologische Vorlesungen zu halten, war er zugleich Pfarrer in Stellen, die von weltlichen Fürsten vergeben wurden. Auf die Pfarrei Fillingham folgten 1368–1374 Ludgershall (Buckinghamshire) und schließlich 1374–1384 die reiche Gemeinde in Lutterworth (Leicestershire), die er als Dank für seine Dienste für die Krone vom späteren englischen Regenten Johann von Gent erhielt.

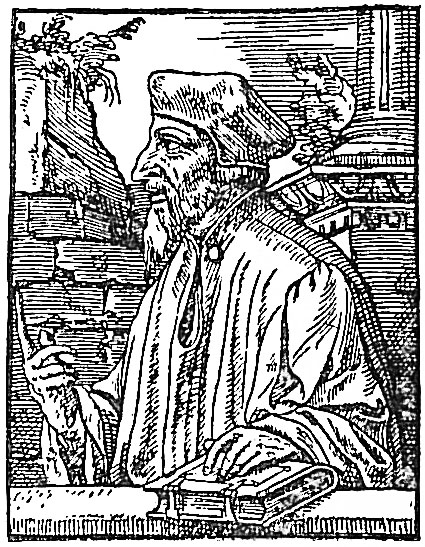
Porträt des John Wycliffe, das Bild wurde ursprünglich in Bales „Scriptor Majoris Britanniae“ (1548) publiziert.

Wyclif proklamierte die Lehre von der „Macht allein durch Gnade“, der zufolge Gott selbst jede Autorität direkt verleiht, bestritt den politischen Machtanspruch des Papstes und propagierte ein frühes „König-Gottes-Gnadentum“. In seinen Werken von 1372 bis 1380 (Von der Kirche, Von der bürgerlichen Herrschaft, Vom Amt des Königs) vertrat er die völlige Unterordnung der Kirche unter den Staat. Er unterstützte den Machtwillen der weltlichen Herrscher (Investiturstreit) in mehreren Prozessen gegen den Papst und forderte für Kirchenmitarbeiter ein Leben in urchristlicher Bescheidenheit, obwohl er selbst bis zu seinem Tod von seiner reichen Pfründe gut lebte.
Im Jahr 1373 sandte ihn König Eduard III. mit anderen Geistlichen nach Brügge, um dem päpstlichen Nuntius Beschwerden gegen den päpstlichen Stuhl vorzutragen, insbesondere wurde der Kurie der Verkauf von Kirchenämtern vorgeworfen. Die „Beschwerden“ dienten dazu, die seit 33 Jahren ausstehenden vertraglich vereinbarten jährlichen Zahlungen nach Rom weiter aussetzen zu können. Wyclifs Anliegen drang 1375 durch. Als offizieller Ankläger im Namen des Königs gab sich Wyclif selbst nun den Titel „Pecularius regis clericus“ (Königlicher Kaplan).
Sein juristisch-theologischer und politischer Einfluss auf die Zusammenstellung königlicher Beschwerden gegen den Papst, die 1376 das Gute Parlament vortrug, war groß. Ein Prozess gegen den Papst, den Wyclif 1370 allein noch verloren hatte, wurde 1373–1375 von jenem über die ausstehenden Zahlungen gekrönt, in dem er sich durchsetzte. Dies mündete 1377 in einen Prozess, den der Papst gegen Sentenzen aus Wyclifs Werken führte, der dank des großen Ansehens von Wyclif an der Universität und im Volk 1378 im Sande verlief. Dadurch ermutigt, wandte sich Wyclif nun offen gegen den politischen Einfluss des Klerus überhaupt und bekämpfte das päpstliche „Antichristentum“.
In seinem Hauptwerk, dem Trialogus, lehrte Wyclif pantheistischen Realismus, Determinismus und die doppelte Prädestination (determinatio gemina). Er lehrte: „Alles ist Gott; jedes Wesen ist überall, da jedes Wesen Gott ist.“ und „Alles, was geschieht, geschieht mit absoluter Notwendigkeit, auch das Böse geschieht mit Notwendigkeit, und Gottes Freiheit besteht darin, daß er das Notwendige will.“ Er missbilligte folglich Bilder-, Heiligen-, Reliquienverehrung und den Priesterzölibat, verwarf aufgrund seines Realismus die Transsubstantiationslehre und die Ohrenbeichte. Von ihm ausgebildete rötlich gekleidete Reiseprediger („arme Priester“ genannt) verbreiteten Grundsätze im Volk, die an protestantische Lehren 150 Jahre später erinnern. Seine Lehren fanden in großen Teilen der Bevölkerung Zustimmung und beeinflussten maßgeblich den Aufstand der englischen Bauern von 1381.

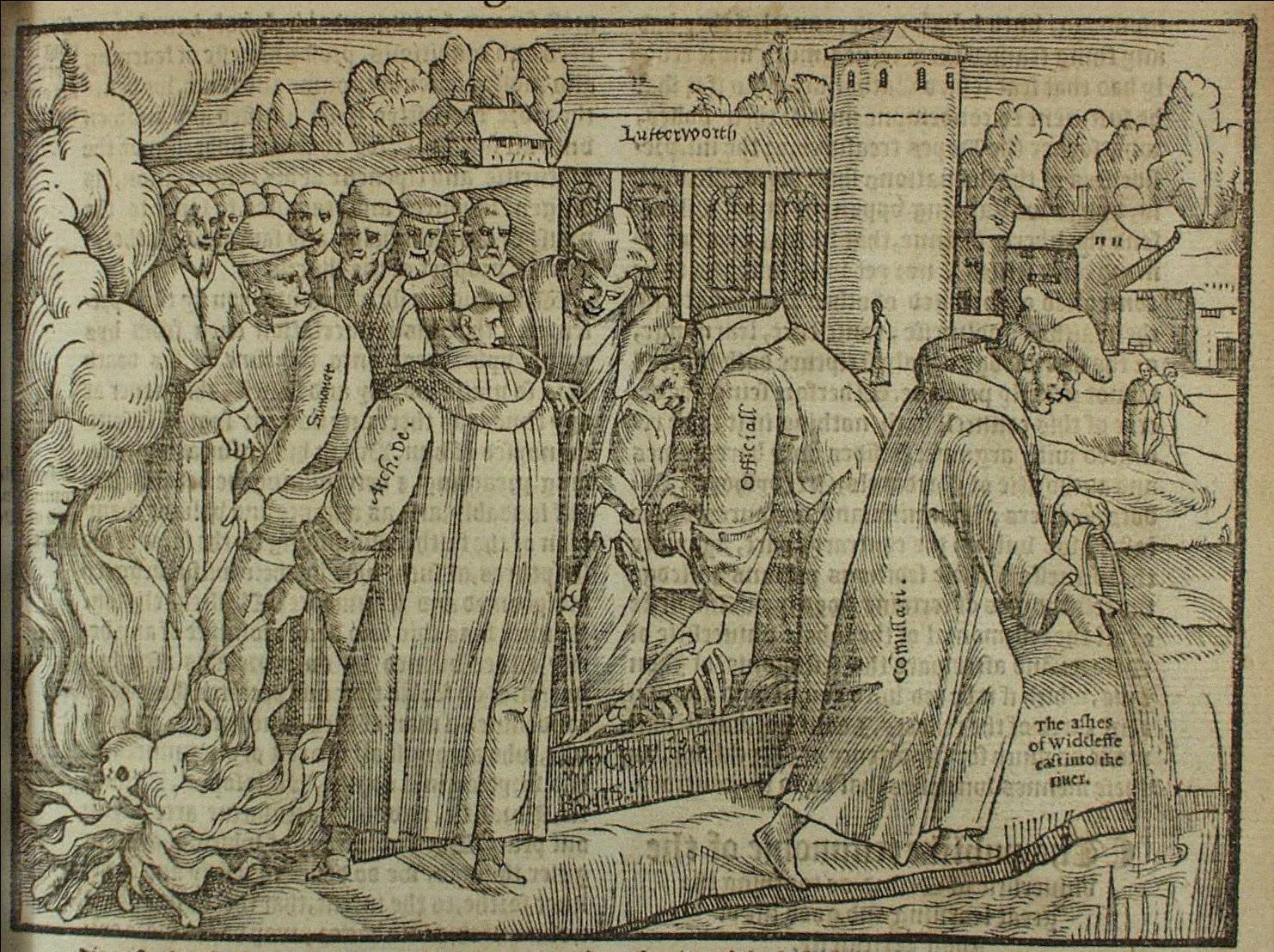
1428: Verbrennung von Wyclifs Gebeinen (Bild von 1563)

Bettelmönche im Verein mit der Hierarchie setzten 1381 unterdessen die Verwerfung seiner Lehre durch die Universität und die 1382 in London tagende Synode durch. Seine Schriften wurden von der Synode in Oxford als ketzerisch verurteilt, er verlor seine Ämter am Hof in Bezug auf die Kirchenangelegenheiten. Aus Furcht vor einem Volksaufstand wurde Wyclif aber nicht offiziell angeklagt. Er führte in aller Ruhe sein Pfarramt fort und vollendete 1383 eine früher begonnene Sammlung früher englischer Bibelübersetzungen aus der Vulgata in die Landessprache. Diese Bibelübersetzung ist nicht die erste Übersetzung ins Englische, sondern stellt eine Zusammenstellung und Überarbeitung früherer Übersetzungen dar, wie schon Thomas Morus 1530 feststellte und Francis Aidan Gasquet OSB 1897 nachwies.
Wyclif starb 1384 an den Folgen eines Schlaganfalls während der Messe in Lutterworth (heute Harborough District, Leicestershire).
Die späteren Anhänger Wyclif’schen Gedankengutes, die Lollarden, wurden erst nach einer missglückten Revolte ab 1400 vom englischen Staat scharf verfolgt. 1401 wurde William Sawtrey ihr erster Märtyrer. Jedoch kann man die teilweise brutale Inquisition europäischer Ketzer, wie zum Beispiel bei den Katharern oder Waldensern, nicht mit der englischen Verfolgung vergleichen. Diese war durch ihre relative Milde und Rücksicht auf die im Untergrund weiter lebenden Lollarden geprägt, so dass sich in vielen Familien die Wyclif’schen Ansichten bis zur Reformation erhielten.
Im Jahr 1412, am Ende der Verfolgung durch den englischen König, wurden 267 Sentenzen von Wyclif in London als häretisch verurteilt. Drei Jahre später bestimmte das Konzil von Konstanz, alle Schriften Wyclifs zu verbrennen, und erklärte ihn 30 Jahre nach seinem Tod am 4. Mai 1415 zum Ketzer, verdammte weitere 45 Sentenzen von ihm und befahl, seine Gebeine auszugraben und zu verbrennen, was dreizehn Jahre später, 1428, durch Bischof Richard Fleming von Lincoln tatsächlich geschah.

## Rezeption

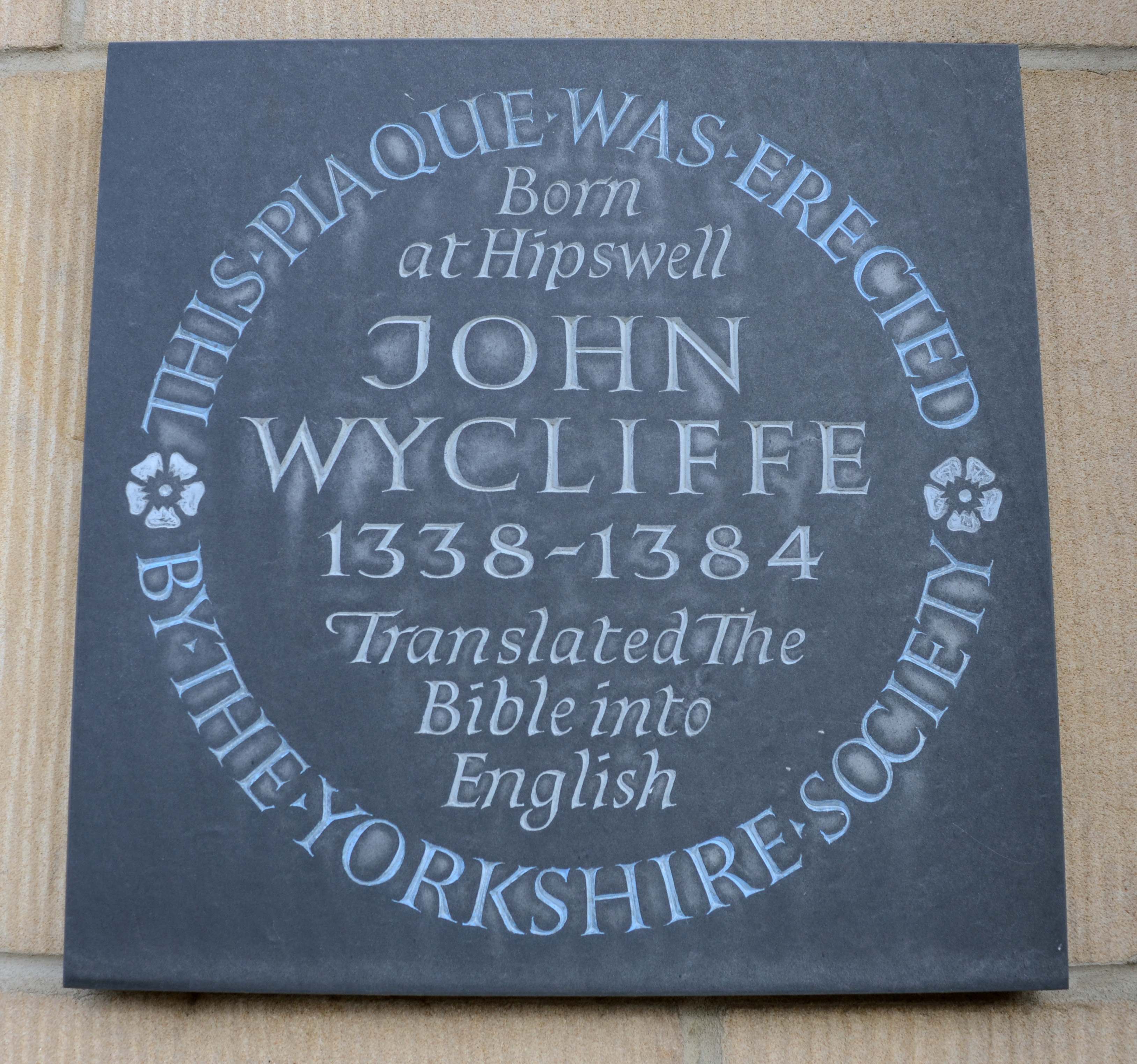
Gedenkplakette für John Wyclif in Richmond, Yorkshire

Zu Ehren John Wyclifs hat sich eine nichtkommerzielle evangelikale Organisation, die sich für die weltweite Verbreitung der Bibel durch Erarbeitung von Bibelübersetzungen vor allem für Sprachgruppen einsetzt, die bisher noch nicht schriftlich fixiert sind, 1942 den Namen Wycliff gegeben.
Wyclifs Leben wurde 1984 von Tony Tew unter dem Titel John Wycliffe verfilmt.
In Berlin-Moabit ist die Wiclefstraße nach ihm benannt.

## Werke (Auswahl)

### Einzeltitel
- Rudolf Buddensieg (Hrsg.): De Christo et suo adversario antichristo. Gotha 1880.
- Josiah Forshall (Hrsg.): The holy Bible in the earliest English Versions made by John Wycliff and his followers. University Press, Oxford 1850 (4 Bände).
- Anthony J. Kenny (Hrsg.): On universals („Tractatus de universalibus“). Clarendon Press, Oxford 1985, ISBN 0-19-824681-1.
- Gotthard V. Lechler (Hrsg.): De officio pastorali. Karl Barth, Leipzig 1863.
- Gotthard V. Lechler (Hrsg.): Trialogus. OUP, Oxford 1869 (Gespräch zwischen der Wahrheit, der Lüge und der Theologie).
- Johann Loserth (Hrsg.): Tractatus de ecclesia. London 1886.
- De otio et mendacitate (gegen die Bettelmönche).

### Sammlungen
- Thomas Arnold (Hrsg.): Select English works of Wycliff. Clarendon Press, Oxford 1869–71 (3 Bände).
- Rudolf Buddensieg (Hrsg.): John Wiclefs lateinische Streitschriften. Karl Barth, Leipzig 1883 (online).
- Pamela Gradon, Anne Hudson (Hrsg.): English Wycliffite Sermons. OUP, Oxford 1988 ff.

1. 1990, ISBN 0-19-812704-9
2. 1988, ISBN 0-19-812773-1
3. 1990, ISBN 0-19-812774-X
4. 1996, ISBN 0-19-812775-8
5. 1996, ISBN 0-19-813005-8

- Johann Loserth (Hrsg.): Sermones. Johnson Reprint, New York 1966 (4 Bde., Repr. d. Ausg. London 1887/90).
- Frederic D. Matthew (Hrsg.): The English works of John Wycliff. Hitherto unprinted. Kraus Books, Millwood, N.Y. 1990 (Repr. d. Ausg. London 1902).

## Gedenktag
Am 31. Dezember erinnern die Evangelische Kirche in Deutschland und die Anglikanische Gemeinschaft an John Wyclif.

### Deutsche Einführungen
- Rudolf Buddensieg: Johann Wyclif und seine Zeit. Niemeyer, Halle 1885.
- Gustav Adolf Benrath: John Wyclif, Doctor evangelicus. In: Ulrich Köpf (Hrsg.): Theologen des Mittelalters. Eine Einführung. Wissenschaftliche Buchgesellschaft, Darmstadt 2002, ISBN 3-534-14815-0, S. 197–211.
- Gotthard V. Lechler: Johann von Wiclif und die Vorgeschichte der Reformation. Fleischer, Leipzig 1873 (2 Bände).
- Johann Loserth: Huß und Wicliff. Zur Genesis der hussitischen Lehre. Oldenbourg Verlag, München 1925.
- Werner Raupp: John Wyclif – „Morning Star“ der Reformation, in: Werner Raupp: Werkbuch Kirchengeschichte. 52 Personen aus zwei Jahrtausenden [mit Quiz], Giessen/Basel 1987, S. 191–197 (Kurzbiographie) u. S. 42–43 (Steckbrief).
- Manfred Vasold: Frühling im Mittelalter. John Wyclif und sein Jahrhundert. List, München 1984, ISBN 3-471-79010-1.
- Victor Vattier: John Wiclif. Sa vie, ses œuvres, sa doctrine. Leroux, Paris 1886.
- Klaus-Gunther Wesseling: Wyclif, John. In: Biographisch-Bibliographisches Kirchenlexikon (BBKL). Band 14, Bautz, Herzberg 1998, ISBN 3-88309-073-5, Sp. 242–258 (Artikel/Artikelanfang im Internet-Archive).